# Distrito de Pachía
El distrito de Pachía, (del aimara: pachiña ‘ dividir’) es uno de los once que conforman la provincia de Tacna, ubicada en el departamento de Tacna en el Sur del Perú.
Desde el punto de vista jerárquico de la Iglesia católica forma parte de la diócesis de Tacna y Moquegua la cual, a su vez, pertenece a la arquidiócesis de Arequipa.

## Historia
El distrito de Pachía fue creado por ley el 2 de enero de 1857 y su capital es la localidad del mismo nombre.
Según la leyenda popular, el pueblo  se fundó después de Calana, posteriormente durante los tiempos de Mayta Cápac Y Wiracocha, llegaron al lugar los mitimaes keswas. En las postrimerías del virreinato y a principios  de la república, Pachía adquirió gran importancia, porque era el centro de un antiguo comercio con el altiplano y el norte de Argentina.
Pachía, tierra de valientes, fue paraje que cobijó a la ilustre figura del gran mariscal Ramón Castilla, quien el 29 de agosto de 1843, en las inmediaciones de ese pueblo legendario, defendiendo la constitución nacional, derrotó a las fuerzas del general Vivanco, Luego, junto con el mariscal Domingo Nieto, establece el gobierno provisorio de los departamentos libres del sur del Perú, que tuvo una fugaz duración, de esta manera, Pachía por un instante fue capital del Perú, por expresa  voluntad de dos esclarecidos y patriotas militares, con genuina representación nacional.
En los días azarosos de la guerra del pacífico, muchos vecinos de Pachía se enrolaron en las filas defensoras del Perú. Después de la batalla del Alto de la Alianza, Pachía fue  el centro de la resistencia y de las correría de los guerrilleros coronel Gregorio Albarracín Lanchipa, el centauro de las vilcas, y Luis Pacheco Céspedes, el cubano.
Precisamente en Pachía tuvo lugar el combate entre las tropas de Pacheco y tropas chilenas, el 11 de noviembre de 1883, resultando vencedoras las de Pacheco, quien sin embargo, abrumado por el número de los refuerzos del adversario procedentes de Tacna, se vio obligado a retirarse hacia las tierras altas de Tarata, Ticaco y Candarave.

## Demografía
Cuenta con una población de 1 945 habitantes de los cuales 380 viven en la zona urbana y 1 565 viven en las zonas rurales del distrito.

## Localidades de Pachía
- Calientes
- Toquela
- Ancoma
- Caplina
- Miculla
- El Peligro
- Higuerani
- Huaycuyo
- El Peligro
- Challaviento

## Autoridades

### Municipales
- 2019 - 2022[3]
  - Alcalde: Víctor Félix Cutipa Melchor, de Frente Unitario Popular.
  - Regidores:

  1. Antonio Santos Alférez Ayca (Frente Unitario Popular)
  2. Nora Elsa Ccallata Pacco (Frente Unitario Popular)
  3. Yesenia Cecilia Paredes Cohaila (Frente Unitario Popular)
  4. Ricardo López Charca (Frente Unitario Popular)
  5. Ángel Antonio Onofre Sucso (Vamos Perú)

## Festividades
- Enero 2: Aniversario distrital.
- Marzo 19: San José.
- Junio: San Juan
- Julio 25:Festividad de Santiago Apóstol en Miculla